# Усиктас
Усиктас (каз. Үсіктас) — село в Байдибекском районе Туркестанской области Казахстана. Входит в состав Алгабасского сельского округа. Код КАТО — 513637400.

## Население
В 1999 году население села составляло 197 человек (102 мужчины и 95 женщин). По данным переписи 2009 года, в селе проживали 54 человека (31 мужчина и 23 женщины).